# コロッケ! バン王の危機を救え
『コロッケ! バン王の危機を救え』（コロッケ! バンキングのききをすくえ）は、2004年7月8日にコナミからPlayStation 2、およびニンテンドー ゲームキューブ向けに発売されたアクションゲーム。

## 概要
月刊コロコロコミックで連載されていた漫画『コロッケ!』を題材としたゲーム作品で、PlayStationゲーム『禁断の禁貨ボックス!』以来となる2作目の据置き型ハードで発売された作品。コロッケを操作し、多数の仕掛けを乗り越えて3Dのステージの最深部にいるボスを目指していく。

## ゲームキューブ版のみの要素
PlayStation 2版にはない、ゲームキューブ版の要素がある。
GBAケーブルとつなぐことで以下のことが出来る。
- GBA版の『コロッケ!3 グラニュー王国の謎』のソフトをGBA本体に差した状態で連動すると、コロッケ!3にイベントで配信された隠しキャラのバーグが使えるようになる。
- GBA本体を禁貨ゴーグルとして画面にマップ表示され、マップをたよりに禁貨などを入手するのが見つかりやすくなる。

## ストーリー
コロッケは最近同じ夢を見る。それは、せっかく禁貨を集めてバン王を呼び出したのにすぐにいなくなるといういやな夢。気になっていたコロッケは、夢に出てきた町と同じ町を発見するが、町に入った瞬間バンカーを憎むデミグラ教団に目の敵にされる。バン王の消滅を阻止するため、コロッケはデミグラ教団と戦う。

## ゲームモード

### サバイバルモード
1対1の対戦モード。コロッケの他にウスター、プリンプリン、T-ボーン、リゾット、キャベツ、フォンドヴォーも使用できる。ある条件を満たすと隠しキャラが追加される。

### ストーリーモード
1人用のモード。コロッケを操作し、全7ステージをクリアしていく。ステージ上に落ちている禁貨を集めることで様々な隠し要素が追加されていく。
クリアすると次回は好きなステージからゲームを始めることができる。

#### ステージ
イタメルンシティ
コロッケが夢で見た町。建物を破壊するとアイテムが出ることも。ボスはインゲン。仲間になるCCCキャラはウスター。
キザッム渓谷
足場が少なく、浮遊する岩に乗って進む。ボスはゴルゴンゾーラ。仲間になるCCCキャラはプリンプリン。
メイン・ディッシュ号
デミグラ教団の機関車。前半は大砲が仕掛けられた屋根の上を進み、後半は汽車の中を進む。中ボスはバニラ、ボスはフランク・フルト。CCCキャラはテト。
ヤクニルの森
暗く、道のりが複雑な森。ボスはアボガド。CCCキャラはT-ボーン。
ツヨンビ洞穴
溶岩が流れる洞窟。迫る溶岩から逃げる場面も。ボスはゴルゴンゾーラR。CCCキャラはリゾット。
コオラース遺跡
一面氷に覆われた遺跡。足場が滑るうえ、迷路のような構造をしている。ボスはアボガド。CCCキャラはキャベツ。
モーリツケタワー
デミグラ教団のアジト。足場が狭く、滑る床や移動する足場などがある。ボスはデミグラス。CCCキャラはフォンドヴォー。

### おまけモード
最初は「パスワード」しか選べないが、ストーリーモードで禁貨を集めると他の要素も選べるようになる。
コミック
ストーリーモードで見たことがあるアドベンチャーシーンを見ることができる。
ミニゲーム
制限時間内に禁貨を集める「禁貨取りタイムアタック」をプレイすることができる。
パスワード
7桁の数字を入力し、隠しキャラを出現させる。

### 禁貨データ
ストーリーモードをクリアすると選べるモード。各ステージで集めた禁貨の枚数と手に入れた七色禁貨を確認できる。

## アイテム
オレオレの実
体力を全快する。
スペシャルフルーツ
体力、CCCゲージを全快。
ガッツドリンク
CCCゲージを少し回復。
シャッキリドリンク
CCCゲージを多めに回復。
ハイテンションドリンク
CCCゲージを全快。
キングバードの羽
1度だけ落下ダメージを0にする。
命の実
1度だけ体力が0になった時復活できる。
爆弾
爆弾を設置。投げることもできる。
ニセ禁貨
バンカー系の敵を引き寄せる。
骨付き肉
動物系の敵を引き寄せる。

### 非売品
ハンバーガー
一定時間攻撃力が上がる。
お鍋のフタ
一定時間防御力が上がる。
メンチ2号
一定時間無敵になる。
七色禁貨
各ステージに1枚ある7枚の禁貨。全て集めると「伝説のハンマー」が手に入る。

## 変身ギミック
装備するとコロッケの能力が変化する
サイコロスーツ
紫色の岩を壊せるようになるが、移動速度とジャンプ力が落ちる。
ライオンスーツ
ステージ5の壊せない岩を壊せるようになる。
ペンギンスーツ
氷の上でも滑らなくなる。
伝説のハンマー
七色禁貨を全て集めるとバン王から貰える。一切ダメージを受けなくなる。

## CCC
「コロッケ・コンビネーション・コール」の略。各ステージに隠れているキャラに勝利し、CCCゲージを一定以上貯めると使用可能。セットしたキャラが登場し、必殺技で敵に攻撃する。ゲージの貯まり具合によって、使う技が異なる。テトは例外で、出会うだけでCCCキャラクターに登録される。効果はコロッケの体力回復。

## オリジナルキャラクター
コロッケ!#ゲームオリジナルキャラクターを参照。